# Torrent de Lurdes
El Torrent de Lurdes, dit també el Torrent de Lorda, és un afluent per l'esquerra de la Rasa de la Creu de les Llaceres, al Bages.

## Municipis per on passa
El curs del Torrent de Lurdes transcorre íntegrament pel terme municipal de Cardona.

## Xarxa hidrogràfica
La xarxa hidrogràfica del Torrent de Lurdes està constituïda per 7 cursos fluvials que sumen una longitud total de 7.023 m.

### Distribució municipal
El conjunt de la seva xarxa hidrogràfica transcorre íntegrament pel terme municipal de Cardona.